# Terragnolo
Terragnolo est une commune italienne d'environ 800 habitants située dans la province autonome de Trente dans la région du Trentin-Haut-Adige dans le nord-est de l'Italie.

## Administration
| Période                                  | Période  | Identité      | Étiquette | Qualité |
| ---------------------------------------- | -------- | ------------- | --------- | ------- |
| 9 mai 2005                               | En cours | Danilo Gerola |           |         |
| Les données manquantes sont à compléter. |          |               |           |         |

### Communes limitrophes
Les communes limitrophes sont  Folgaria, Laghi, Posina, Rovereto et Trambileno.